# Trippelband
Trippelband (även känt som tri-band) är mobilnätsutrustning, till exempel mobiltelefoner och PC-kort, som stödjer GSM 900, 1800 och 1900 MHz frekvensband  säljs vanligtvis i EMEA) eller alternativt 850, 1800 och 1900-banden (säljs vanligtvis i Amerika). Beteckningen innebär att utrustningen kan nyttjas i alla länder som erbjuder GSM inklusive USA. Olika länder nyttjar olika frekvensband för mobilnäten och utrustning med stöd för trippelband kan nyttja tre av dessa band, varav två i allmänhet är valda för att passa hemlandet och ett för roaming i utlandet. Utrustning med fyrband (eller quadband) erbjuder ännu större täckning.